# Deuda flotante
Por deuda pública flotante o simplemente deuda flotante se entiende la deuda que tiene vencimiento a corto plazo y cuyo títulos pueden ser amortizados en un plazo de tiempo breve y en general con los títulos de naturaleza transitoria.
El concepto de deuda flotante se contrapone con el deuda consolidada, que sería aquella deuda con vencimiento a largo plazo. Se habla así de consolidación de la deuda para denominar el proceso de sustitución de deuda flotante (con vencimiento a corto plazo) con deuda a largo plazo (consolidada).

## El plazo de la deuda pública
El plazo de duración de los empréstitos de deuda pública es una cuestión fundamental en el manejo de la deuda y de trascendencia en la política económica. Este factor permite clasificar la deuda como a corto plazo, medio y a largo plazo. La deuda a corto plazo, empujada por la naturaleza de los gastos que debe financiar, está destinada a cubrir los déficit de tesorería que pueda presentar de forma coyuntural el Estado.